# Mehčalec
Mehčalec za perilo ohranja tkanine mehkejše in preprečuje statičnost.

## Vrste mehčalcev
Mnogi sodobni pralni stroji imajo razpršilnik, ki lahko doda tekoč mehčalec za perilo avtomatično pred zadnjim izpiranjem; v samopostrežne pa ga je treba dodati ročno. Pri nekaterih blagovnih znamkah pralnih praškov je mehčalec že primešan pralnemu prašku. Nekateri proizvajalci trdijo da njihovi produkti olajšajo likanje in pripomorejo k hitrejšemu sušenju oblačil. Vsi mehčalci tkanin so zgrajeni tako, da se jim doda voda - z dodajanjem proizvoda neposredno pred končnim izpiranjem z vodo ali v razmerju 2:1 (voda:mehčalec) pri redčenju v avtomatskem razpršilcu. Če razredčen mehčalec vlijemo neposredno na oblačila bo pustil madeže ali pa celo uničil oblačila. Mehčalci delujejo na tkanino tako, da vrhnji sloj vlaken prevlečejo s tankim slojem kemikalij. Te kemikalije imajo mazivne lastnosti in so električno prevodne s čimer vlakna zmehčajo in preprečijo kopičenje statične energije. Pomanjkljivost prevleke vlaken s hidrofobno snovjo je v zmanjšanju absorpcije vode iz tkanine, kar je še posebej nezaželeno pri brisačah in plenicah. Zato so kationski mehčalci pogosto v kombinaciji z drugimi kemikalijami, ki imajo nižjo afiniteto do vlaken. Prav tako jih naj ne bi uporabljali na tekstilu iz mikrovlaken in na brisačah iz 100 % bombaža saj se le te s časom naravno zmehčajo. Druge funkcije so tudi boljše drsenje med likanjem, povečana odpornost na madeže ter zmanjšanje gub. Suhi mehčalci tkanin so običajno v obliki suhih lističev. Dodajo se oblačilom v sušilnem stroju, da zmehčajo tkanine in preprečujejo kopičenje statične elektrike pri občutljivih tkaninah. Uporabniki suhih mehčalcev so predlagali tudi druge alternativne možnosti uporabe suhih lističev kot so brisanje prahu in odstranjevanje dlak z oblek ter odstranjevanje mrtvih žuželk iz zunanjih površin avtomobilov. 

## Sestava
Prvi mehčalci so se razvili v začetku 20. stoletja, da bi preprečili grob občutek bombaža, ki nastane po sušenju. Bombažni mehčalci so običajno temeljili na emulziji vode in mila, oljčnega olja, koruznega olja ali olja iz loja. Sodobni mehčalci tkanin po navadi temeljijo na kvarterni amonijevi soli z eno ali dvema dolgima alkilnima verigama. Ta tipična spojina je dipalmitoiletil hidroksietilmonijev metosulfat.  Druge kationske spojine izhajajo iz imidazola, nadomestnih aminskih soli, kvarterne amonijeve soli ali alkoksa. V začetnih formulacijah je bila ena izmed naj pogosteje uporabljenih spojin dimetil amonijev klorid (DHTDMAC). Anionski mehčalci in antistatična sredstva so lahko na primer tudi soli monoestrov in diestri fosforjeve kisline in maščobnih alkoholov. Ti se pogosto uporabljajo skupaj s konvencionalnimi kationskimi mehčalci. Kationski mehčalci so nekompatibilni z anionsko površinsko aktivnimi snovmi. 
Mehčalne spojine se razlikujejo v afiniteti do različnih materialov. Nekateri so boljše za vlakna na osnovi celuloze, drugi pa imajo večjo afiniteto do hidrofobnih materialov kot so najlon, polietilen, poliakrilnitrilina, itd. Novi mehčalci so sestavljeni iz spojine na osnovi silikona, ki deluje tako da navlaži vlakna. Prav tako se uporabljajo tudi derivati, ki vsebujejo funkcionalne skupine amid ali aminov. Te skupine pomagajo mehčalcem da se bolje vežejo s tkaninami. Ker so mehčalci sami pogosto hidrofobne narave, se pogosto pojavljajo v obliki emulzije. V zgodnjih formulacijah, so se mila uporabljala kot emulgatorji. Emulzije so običajno motne mlečne tekočine. Obstajajo pa tudi mikroemulzije kjer so kapljice hidrofobne faze bistveno manjše. Prednost mikroemulzije je povečana sposobnost manjših delcev, da prodrejo v vlakna. Drug pristop je z uporabo polimerne mreže.